# Rosettská deska

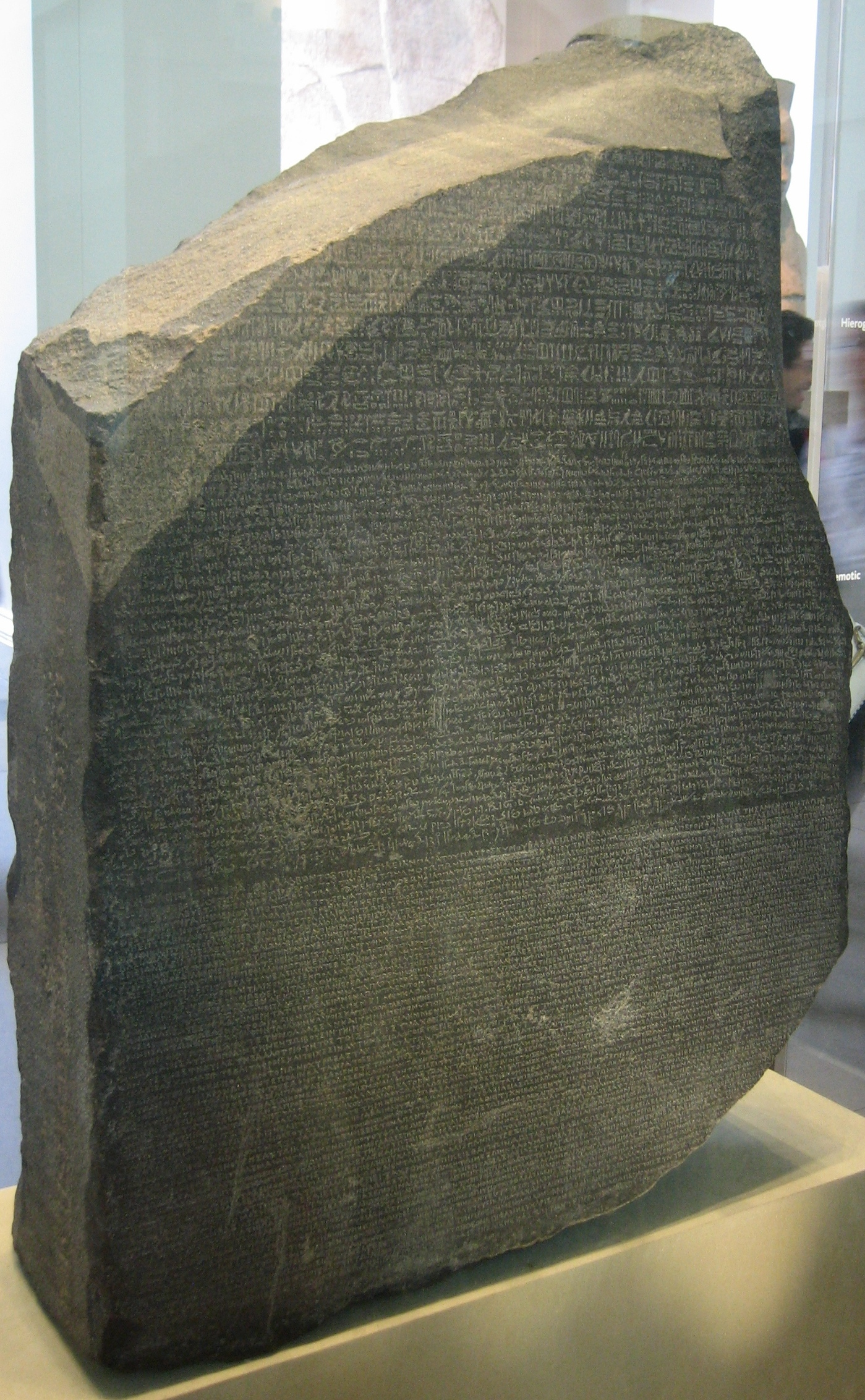
Rosettská deska v Britském muzeu

Rosettská deska (francouzsky la pierre de Rosette) je tradiční název fragmentu staroegyptské kamenné stély s třemi variantami téhož nápisu, které umožnily v 19. století rozluštit egyptské hieroglyfy a položit tak základy moderní egyptologie.
Deska se nazývá podle francouzského názvu města Rosette, dnešního Ar-Rašídu při ústí Nilu, poblíž kterého ji našel 15. července 1799 Pierre-François-Xavier Bouchard, důstojník dělostřelectva za Napoleonova tažení do Egypta, při opevňovacích pracích na pevnosti Fort Julien.
Deska z černé žuly o výšce 114 cm a šířce 71 cm obsahuje nápis kněze děkujícího roku 196 př. n. l. králi Ptolemaiovi V. Epifanovi vytesaný ve třech shodných verzích:
- egyptské hieroglyfy – starodávné a náročné obrázkové písmo (14 řádků)
- démotické písmo – pozdní zjednodušené, „lidové“ egyptské písmo (32 řádků)
- řecká alfabeta – překlad textu do starořečtiny (55 řádků)

Jde vlastně o „kopii“ dekretu, kterým synoda zahrnula panovníka poctami v devátém roce jeho panování. V době ptolemaiovského Egypta byla řečtina úředním jazykem.
Deska pomohla k rozluštění démotického písma, které dokončil roku 1814 britský polyhistor Thomas Young. Roku 1822 pomocí kopie desky rozluštil Jean-François Champollion hieroglyfické písmo, přestože deska je právě v této části nejvíc poškozená. Rozluštění hieroglyfů zpřístupnilo písemné prameny z období více než tří tisíciletí egyptské historie.
Deska je od roku 1802 uložená v Britském muzeu v Londýně, protože po porážce francouzské expedice do Egypta roku 1801 ji Angličané ukořistili s francouzskou kapitulací zbytku expedičního sboru. Egypťané desku považují za součást národního bohatství a chtěli by ji získat zpět, mezinárodní právo již však tehdejší nálezy klasifikuje jako vlastnictví současných majitelů.

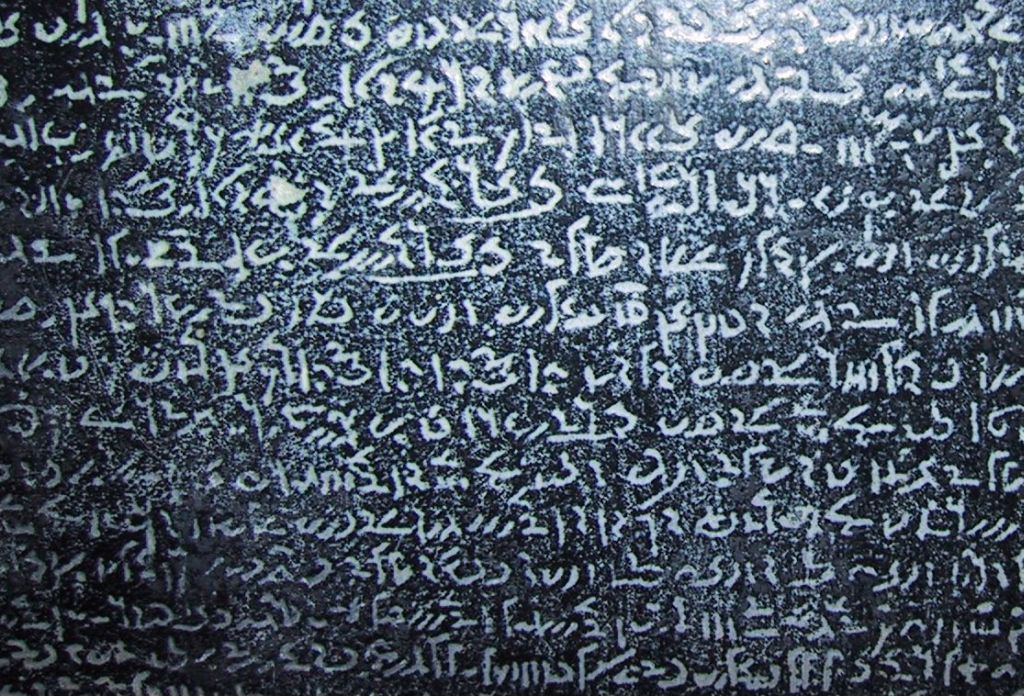
Démotické písmo na desce

## Český překlad nápisu na Rosettské desce

Předpokládaný vzhled desky v době, kdy byla kompletní.

Překlad anglického překladu od Edwyna R. Bevana publikovaného 1927:

Za vlády mladého – který získal království od svého otce – pána korun, slavného, který založil Egypt, a je zbožný k Bohům, nadřazený svým nepřátelům, a kdo obnovil civilizovaný život lidí, pána Třicetiletého Svátku, dokonce jako Hephaista velkého; krále podobného Slunci, velkého krále horní a dolní země, potomka Bohů Philopatores, jediného koho Hephaistos schválil, kterému Slunce věnovalo vítězství, živoucí obraz Dia, syna Slunce, Ptolemaia, na věky milovaného Ptah, v devátém roce, kdy Aëtus, syn Aëtuse, byl kněz Alexandra …;
Velekněží a proroci, a ti, které vstupují do vnitřní svatyně a šatny Bohů, a Držitelé Per a Svatých Textů, a všichni ostatní kněží … shromáždění v chrámu v Memphis v tento den, prohlásili:
Od této doby král Ptolemaios, nesmrtelný, milovaný Ptah, Bůh Epiphanes Eucharistos, syn krále Ptolemaia a královny Arsinoe, Bohů Philopatores, má hodně výhod z obou chrámů a od těch, kteří v nich sídlí, stejně jako od všech, kdo jsou jim podřízeni, což je Boží dar od Boha a Bohyně (jako Horus, syn Isis a Osiris, který pomstil svého otce Osiris), a jimž jsou Bohové shovívavě nakloněni, věnuje chrámům příjmy v penězích a obilí, a činí mnoho výdajů pro přinesení prosperity do Egypta, a pro založení chrámů, a je po všech stranách velkorysý, a z příjmů a daní, které dostává z Egypta, část promíjí a část ulevuje, aby lidé a všichni ostatní mohli být za jeho vlády v prosperitě …;
Budiž ke cti kněžím všech chrámů v zemi, že výrazně zvyšují stávající slávu krále Ptolemaia, nesmrtelného, milovaného Ptah … a svátek budiž slaven pro krále Ptolemaia, nesmrtelného, milovaného Ptah, Boha Epiphana Eucharista, každoročně ve všech chrámech země od prvního Thoth po dobu pěti dnů, v nichž budou nosit věnce a provádět oběti a další obvyklé pocty, a kněží mají být nazýváni kněžími Boha Epiphana Eucharista, kromě jmen ostatních bohů kterým slouží, a jeho kněžství se zapisuje na všechny formální dokumenty, a soukromým osobám musí být také umožněno slaviti slavnost a zřizovat svatyně, a to v jejich domech, vykonávat obvyklé pocty během svátků, a to jak měsíčně a ročně, s cílem, aby bylo známa všem lidem z Egypta velikost a sláva Boha Epiphana Eucharista, krále podle zákona.